# Битва при Инджегизе
Битва при Инджегизе — битва, произошедшая в конце 1411-го или в начале 1412 года близ города Константинополя между Византией при поддержке войск Мехмеда I Челеби и Мусой Челеби, управлявшим европейскими территориями Османской империи в период Османского междуцарствия.

## Предыстория
В 1402 году османская армия под командованием султана Баязида I Молниеносного потерпела поражение от войск Империи Тимуридов под командованием Тамерлана, в результате чего Баязид был взят в плен Тамерланом, что привело к борьбе за власть между сыновьями Баязида.
В результате междоусобных войн, Муса Челеби двинулся на Адрианополь — столицу владений Сулеймана Челеби, — откуда последний предпринял попытку бежать в Константинополь. Однако 17 февраля 1411 года Сулейман был убит Мусой, после чего последний стал управлять европейскими османскими территориями.
Утвердившись на престоле, Муса предпринял разорительный поход на Сербскую деспотовину, осадив Смедерево, а затем и на Византию, напав на Фессалоники и Селимбрию и осадив Константинополь в 1411 году.

## Подготовка к битве
Византийский император Мануил II Палеолог обратился за помощью к Мехмеду I Челеби, в то время контролировавшему принадлежавшие Османской империи территории Малой Азии. Как сообщает анонимная османская хроника «Aḥvāl-i Sulṭān Meḥemmed» («Дела султана Мехмеда»), «Византийская история» под авторством греческого историка Дуки и болгарский книжник Константин Философ, Мануил предложил Мехмеду договор на тех же условиях, на каких его заключал Сулейман: встретившись в Ускюдаре, Мануил и Мехмед договорились о том, что в случае победы над Мусой, Мануил был обязан поддерживать дружеские отношения с Мехмедом, а в случае поражения — Мехмеду будет разрешено укрыться в Константинополе.

## Силы сторон
Согласно вышеупомянутой османской хронике, армия Мехмеда состояла, в основном, из татар и туркмен, а также сил турецкого лидера Япаоглу. Кроме того, на его стороне сражались и византийские войска. Армия же Мусы состояла из 7 тысяч воинов-капикулу.

## Ход битвы
Точные местоположение и дата битвы неясны: известно лишь то, что битва проходила недалеко от Константинополя осенью 1411-го или весной 1412 года. Войска Мануила и Мехмеда начали битву относительно успешно, однако воины-капикулу Мусы сыграли решающую роль в сражении, которое обернулось для первых поражением (к тому же, конь Мехмеда был ранен в сражении).

## Последствия
Мехмед оказался побеждён, и по договору укрылся в Константинополе, а оттуда перебрался в контролируемую им Малую Азию. Однако, вскоре он заключил союз с князем Сербии, тайно привлёк некоторых сановников и военачальников Мусы, а наместник Мусы в Фессалии вовсе открыто перешёл на сторону Мехмеда.
В 1413 году Мехмед со своими войсками высадился во Фракии, затем предпринял неудачную попытку взятия Адрианополя, позже соединился с сербской армией и отправился в Македонию, где в июле 1413 года нанёс сокрушительное поражение Мусе на реке Марица.
По одной из версий, Муса потерял в сражении руку и бежал в Валахию, где в скоре умер; по другой — был взят в плен и казнён по приказу Мехмеда. После смерти Мусы, Мехмед объединил под своей властью территории Малой Азии и Балканского полуострова.